# Liste der norwegischen Meister im Biathlon
In der Liste der norwegischen Meister im Biathlon werden alle Medaillengewinner im Biathlon bei norwegischen Meisterschaften seit der ersten Durchführung 1959 aufgeführt.

## Männer

### Einzel
| Meisterschaft | Meisterschaft           | Gold                       | Silber                     | Bronze               |
| ------------- | ----------------------- | -------------------------- | -------------------------- | -------------------- |
| 1959          | Bærum                   | Henry Hermansen            | Oddbjørn Skolegården       | Knut Wold            |
| 1960          | Oslo                    | Reidar Hjermstad           | Jon Istad                  | Arvid Nyberg         |
| 1961          | Hønefoss                | Magnar Ingebrigtsli        | Per Westgård               | Olav Jordet          |
| 1962          | Elverum                 | Olav Jordet                | Jon Istad                  | Henry Hermansen      |
| 1963          | Voss                    | Jon Istad                  | Olav Jordet                | Magnar Ingebritsli   |
| 1964          | Oslo                    | Olav Jordet                | Ola Wærhaug                | Ragnar Tveiten       |
| 1965          | Oslo                    | Ragnar Tveiten             | Ola Wærhaug                | Olav Jordet          |
| 1966          | Elverum                 | Jon Istad                  | Ola Wærhaug                | Ivar Nordkild        |
| 1967          | Lier                    | Jon Istad                  | Ivar Nordkild              | Torgeir Tallerås     |
| 1968          | Kongsvinger             | Jon Istad                  | Ola Wærhaug                | Ivar Nordkild        |
| 1969          | Voss                    | Jon Istad                  | Tor Svendsberget           | Esten Gjelten        |
| 1970          | Trondheim               | Kjell Hovda                | Ivar Nordkild              | Esten Gjelten        |
| 1971          | Vingelen                | Kjell Hovda                | Ragnar Tveiten             | Ola Wærhaug          |
| 1972          | Evjemoen                | Magnar Solberg             | Terje Hanssen              | Bjørn Sirijord       |
| 1973          | Steinkjer               | Ragnar Tveiten             | Tor Svendsberget           | Kjell Hovda          |
| 1974          | Vingrom                 | Ole Per Strædet            | Herulf Berntsen            | Ivar Nordkild        |
| 1975          | Mo i Rana               | Kjell Hovda                | Bjørn Sirijord             | Ole Per Strædet      |
| 1976          | Melhus                  | Sigleif Johansen           | Terje Hanssen              | Esten Gjelten        |
| 1977          | Furnes                  | Svein Engen                | Tor Svendsberget           | Kjell Hovda          |
| 1978          | Molde Voss              | Svein Engen                | Rune Røli                  | Sigleif Johansen     |
| 1979          | Øvrebø                  | Roar Nilsen                | Terje Krokstad             | Kjell Søbak          |
| 1980          | Austmarka               | Kjell Søbak                | Roar Nilsen                | Sigleif Johansen     |
| 1981          | Bardufoss               | Rolf Storsveen             | Terje Krokstad             | Sigleif Johansen     |
| 1982          | Steinkjer               | Eirik Kvalfoss             | Odd Lirhus                 | Terje Krokstad       |
| 1983          | Lygna                   | Svein Engen                | Kjell Søbak                | Øivind Nerhagen      |
| 1984          | Vossestrand             | Eirik Kvalfoss             | Rolf Storsveen             | Gisle Fenne          |
| 1985          | Fyresdal                | Eirik Kvalfoss             | Øivind Nerhagen            | Terje Krokstad       |
| 1986          | Geilo                   | Eirik Kvalfoss             | Geir Einang                | Kjell Søbak          |
| 1987          | Tromsø                  | Gisle Fenne                | Øivind Nerhagen            | Eirik Kvalfoss       |
| 1988          | Tingvoll Dombås         | Eirik Kvalfoss             | Frode Løberg               | Sylfest Glimsdal     |
| 1989          | Sørskogsbygda           | Frode Løberg               | Eirik Kvalfoss             | Geir Einang          |
| 1990          | Voss                    | Frode Løberg               | Eirik Kvalfoss             | Gisle Fenne          |
| 1991          | Steinkjer               | Gisle Fenne                | Sverre Istad               | Frode Løberg         |
| 1992          | Skrautvål               | Jon Åge Tyldum             | Eirik Kvalfoss             | Geir Einang          |
| 1993          | Brumunddal Hattfjelldal | Eirik Kvalfoss             | Frode Løberg               | Gisle Fenne          |
| 1994          | Orkdal Trondheim        | Halvard Hanevold           | Ole Einar Bjørndalen       | Gisle Fenne          |
| 1995          | Fet                     | Ole Einar Bjørndalen       | Halvard Hanevold           | Alfred Tytingvåg     |
| 1996          | Brumunddal              | Halvard Hanevold           | Dag Bjørndalen             | Ole Einar Bjørndalen |
| 1997          | Snåsa                   | Jon Åge Tyldum             | Jon Per Nygård             | Halvard Hanevold     |
| 1998          | Dokka Dombås            | Sylfest Glimsdal           | Halvard Hanevold           | Jon Åge Tyldum       |
| 1999          | Tana                    | Dag Bjørndalen             | Jon Per Nygård             | Halvard Hanevold     |
| 2000          | Meråker Ål              | Ole Einar Bjørndalen       | Stian Eckhoff              | Anstein Mykland      |
| 2001          | Ål                      | Halvard Hanevold           | Ole Einar Bjørndalen       | Dag Bjørndalen       |
| 2002          | Nordfjordeid            | Egil Gjelland              | Anstein Mykland            | Halvard Hanevold     |
| 2003          | Tromsø                  | Lars Berger                | Tor Halvor Bjørnstad       | Egil Gjelland        |
| 2004          | Steinkjer               | Ole Einar Bjørndalen       | Stian Eckhoff              | Egil Gjelland        |
| 2005          | Bossmo Ytteren Skonseng | Hans Martin Gjedrem        | Håkon Andersen             | Halvard Hanevold     |
| 2006          | Trondheim               | Ole Einar Bjørndalen       | Stian Eckhoff              | Halvard Hanevold     |
| 2007          | Folldal                 | Emil Hegle Svendsen        | Magne Torleif Rønning      | Ole Einar Bjørndalen |
| 2008          | Stryn                   | Frode Andresen             | Halvard Hanevold           | Alexander Os         |
| 2009          | Lillehammer             | Tarjei Bø                  | Emil Hegle Svendsen        | Dag Erik Kokkin      |
| 2010          | Simostranda             | Hans Martin Gjedrem        | Christian Georg Bache      | Alexander Os         |
| 2011          | Målselv                 | Tarjei Bø                  | Emil Hegle Svendsen        | Ole Einar Bjørndalen |
| 2012          | Trondheim               | Tarjei Bø                  | Dag Erik Kokkin            | Rune Brattsveen      |
| 2013          | Dombås                  | Vegard Bjørn Gjermundshaug | Lars Helge Birkeland       | Dag Erik Kokkin      |
| 2014          | Voss                    | Johannes Thingnes Bø       | Vegard Bjørn Gjermundshaug | Henrik L’Abée-Lund   |
| 2015          | Sirdal                  | Eirik Bratli               | Kristoffer Skjelvik        | Henrik L’Abée-Lund   |
| 2016          | Dombås                  | –                          | –                          | –                    |
| 2017          | Mo i Rana               | –                          | –                          | –                    |
| 2018          | Lillehammer             | –                          | –                          | –                    |
| 2019          | Ål                      | Sindre Pettersen           | Tarjei Bø                  | Erlend Bjøntegaard   |

### Sprint
| Meisterschaft | Meisterschaft           | Gold                                     | Silber                                   | Bronze                                   |
| ------------- | ----------------------- | ---------------------------------------- | ---------------------------------------- | ---------------------------------------- |
| 1974          | Vingrom                 | Ivar Nordkild                            | Kjell Hovda                              | Esten Gjelten                            |
| 1975          | Mo i Rana               | Bjørn Sirijord                           | Tor Svendsberget                         | Svein Engen                              |
| 1976          | Melhus                  | Sigleif Johansen                         | Svein Engen                              | Bjørn Sirijord                           |
| 1977          | Furnes                  | Svein Engen                              | Sigleif Johansen                         | Tor Svendsberget                         |
| 1978          | Molde Voss              | Sigleif Johansen                         | Terje Krokstad                           | Tor Northug                              |
| 1979          | Øvrebø                  | Kjell Søbak                              | Odd Lirhus                               | Svein Engen                              |
| 1980          | Austmarka               | Odd Lirhus                               | Terje Krokstad                           | Roar Nilsen                              |
| 1981          | Bardufoss               | Sigleif Johansen                         | Rolf Storsveen                           | Svein Engen                              |
| 1982          | Steinkjer               | Terje Krokstad                           | Eirik Kvalfoss                           | Johnny Rognstad                          |
| 1983          | Lygna                   | Kjell Søbak                              | Johnny Rognstad                          | Øivind Nerhagen                          |
| 1984          | Vossestrand             | Johnny Rognstad                          | Eirik Kvalfoss                           | Øivind Nerhagen                          |
| 1985          | Fyresdal                | Eirik Kvalfoss                           | Kjell Søbak                              | Johnny Rognstad                          |
| 1986          | Geilo                   | Eirik Kvalfoss                           | Øivind Nerhagen                          | Geir Einang                              |
| 1987          | Tromsø                  | Eirik Kvalfoss                           | Gisle Fenne                              | Geir Einang                              |
| 1988          | Tingvoll Dombås         | Geir Einang                              | Eirik Kvalfoss                           | Hans Jørgen Tveito                       |
| 1989          | Sørskogsbygda           | Frode Løberg                             | Ivar Ulekleiv                            | Geir Einang                              |
| 1990          | Voss                    | Sverre Istad                             | Eirik Kvalfoss                           | Gisle Fenne                              |
| 1991          | Steinkjer               | Jon Åge Tyldum                           | Eirik Kvalfoss                           | Geir Einang                              |
| 1992          | Skrautvål               | Jon Åge Tyldum                           | Gisle Fenne                              | Tor Espen Kristiansen                    |
| 1993          | Brumunddal Hattfjelldal | Ivar Ulekleiv                            | Dag Bjørndalen                           | Jon Åge Tyldum                           |
| 1994          | Orkdal Trondheim        | Sylfest Glimsdal                         | Halvard Hanevold                         | Frode Andresen                           |
| 1995          | Fet                     | Jon Åge Tyldum                           | Sylfest Glimsdal                         | Jon Per Nygård                           |
| 1996          | Brumunddal              | Frode Andresen                           | Jon Åge Tyldum                           | Dag Bjørndalen                           |
| 1997          | Snåsa Savalen           | Ole Einar Bjørndalen                     | Sylfest Glimsdal                         | Halvard Hanevold                         |
| 1998          | Dokka Dombås            | Halvard Hanevold                         | Dag Bjørndalen                           | Frode Andresen                           |
| 1999          | Tana                    | Dag Bjørndalen                           | Frode Andresen                           | Sylfest Glimsdal                         |
| 2000          | Meråker Ål              | Ole Einar Bjørndalen                     | Frode Andresen                           | Halvard Hanevold                         |
| 2001          | Ål                      | Ole Einar Bjørndalen                     | Frode Andresen                           | Dag Bjørndalen                           |
| 2002          | Nordfjordeid            | Ole Einar Bjørndalen                     | Egil Gjelland                            | Frode Andresen                           |
| 2003          | Tromsø                  | Egil Gjelland                            | Tor Halvor Bjørnstad                     | Dag Bjørndalen                           |
| 2004          | Steinkjer               | Lars Berger                              | Halvard Hanevold                         | Ole Einar Bjørndalen                     |
| 2005          | Bossmo Ytteren Skonseng | Frode Andresen                           | Stian Eckhoff                            | Halvard Hanevold                         |
| 2006          | Trondheim               | Stian Eckhoff                            | Ole Einar Bjørndalen                     | Frode Andresen                           |
| 2007          | Folldal                 | Ole Einar Bjørndalen                     | Magne Thorleiv Rønning Stian Eckhoff     | –                                        |
| 2008          | Stryn                   | Emil Hegle Svendsen                      | Alexander Os                             | Stian Eckhoff                            |
| 2009          | Lillehammer             | Alexander Os                             | Ronny Hafsås                             | Ole Einar Bjørndalen                     |
| 2010          | Simostranda             | Emil Hegle Svendsen                      | Henrik L’Abée-Lund                       | Alexander Os                             |
| 2011          | Målselv                 | Tarjei Bø                                | Alexander Os                             | Dag Erik Kokkin                          |
| 2012          | Trondheim               | Emil Hegle Svendsen                      | Lars Berger                              | Stian Gilje                              |
| 2013          | Dombås                  | Lars Berger                              | Johannes Thingnes Bø                     | Emil Hegle Svendsen                      |
| 2014          | Voss                    | Johannes Thingnes Bø                     | Erlend Bjøntegaard                       | Kristoffer Skjelvik                      |
| 2015          | Sirdal                  | Bjarte Solvang                           | Fredrik Gjesbakk                         | Lars Gunnar Skjevdal                     |
| 2016          | Dombås                  | Thomas Fenne                             | Andreas Dahlø Wærnes                     | Johannes Dale                            |
| 2017          | Mo i Rana               | Johannes Thingnes Bø                     | Håvard Bogetveit                         | Vetle Sjåstad Christiansen               |
| 2018          | Lillehammer             | Johannes Thingnes Bø                     | Lars Helge Birkeland                     | Vegard Gjermundshaug                     |
| 2019          | Ål                      | -                                        | –                                        | –                                        |
| 2020          | Vik                     | Aufgrund der COVID-19-Pandemie abgesagt. | Aufgrund der COVID-19-Pandemie abgesagt. | Aufgrund der COVID-19-Pandemie abgesagt. |
| 2021          | Trondheim               | Aufgrund der COVID-19-Pandemie abgesagt. | Aufgrund der COVID-19-Pandemie abgesagt. | Aufgrund der COVID-19-Pandemie abgesagt. |
| 2022          | Målselv Vik             | Vebjørn Sørum                            | Vetle Paulsen                            | Mats Øverby                              |
| 2023          | Alta                    | Sverre Dahlen Aspenes                    | Vetle Paulsen                            | Johannes Thingnes Bø                     |
| 2024          | Geilo                   | Simon Kirkeeide                          | Johannes Dale-Skjevdal                   | Sverre Dahlen Aspenes                    |
| 2025          | Stiklestad              | Sverre Dahlen Aspenes                    | Sturla Holm Lægreid                      | Johan-Olav Botn                          |

### Verfolgung
| Meisterschaft | Meisterschaft           | Gold                 | Silber               | Bronze                 |
| ------------- | ----------------------- | -------------------- | -------------------- | ---------------------- |
| 1997          | Snåsa Savalen           | Ole Einar Bjørndalen | Frode Andresen       | Dag Bjørndalen         |
| 1998          | Dokka Dombås            | Frode Andresen       | Halvard Hanevold     | Dag Bjørndalen         |
| 1999          | Tana                    | Frode Andresen       | Sylfest Glimsdal     | Anstein Mykland        |
| 2000          | Meråker Ål              | Ole Einar Bjørndalen | Halvard Hanevold     | Frode Andresen         |
| 2001          | Ål                      | Ole Einar Bjørndalen | Halvard Hanevold     | Frode Andresen         |
| 2002          | Nordfjordeid            | Ole Einar Bjørndalen | Frode Andresen       | Egil Gjelland          |
| 2003          | Tromsø                  | Ole Einar Bjørndalen | Lars Berger          | Stian Eckhoff          |
| 2004          | Steinkjer               | Lars Berger          | Halvard Hanevold     | Ole Einar Bjørndalen   |
| 2005          | Bossmo Ytteren Skonseng | Halvard Hanevold     | Stian Eckhoff        | Tor Halvor Bjørnstad   |
| 2006          | Trondheim               | –                    | –                    | –                      |
| 2007          | Folldal                 | Ole Einar Bjørndalen | Stian Eckhoff        | Magne Thorleiv Rønning |
| 2008          | Stryn                   | Emil Hegle Svendsen  | Stian Eckhoff        | Halvard Hanevold       |
| 2009          | Lillehammer             | Alexander Os         | Tarjei Bø            | Ole Einar Bjørndalen   |
| 2010          | Simostranda             | –                    | –                    | –                      |
| 2011          | Målselv                 | Tarjei Bø            | Alexander Os         | Emil Hegle Svendsen    |
| 2012          | Trondheim               | –                    | –                    | –                      |
| 2013          | Dombås                  | Emil Hegle Svendsen  | Johannes Thingnes Bø | Lars Berger            |
| 2014          | Voss                    | -                    | -                    | -                      |
| 2015          | Sirdal                  | -                    | -                    | -                      |
| 2016          | Dombås                  | Lars Helge Birkeland | Aleksander Andersen  | Henrik L’Abée-Lund     |
| 2017          | Mo i Rana               | Kristoffer Skjelvik  | Aslak Nenseter       | Henrik L’Abée-Lund     |
| 2018          | Lillehammer             | Johannes Thingnes Bø | Lars Helge Birkeland | Vegard Gjermundshaug   |
| 2019          | Ål                      | Tarjei Bø            | Lars Helge Birkeland | Johannes Thingnes Bø   |

### Massenstart
| Meisterschaft | Meisterschaft           | Gold                                     | Silber                                   | Bronze                                   |
| ------------- | ----------------------- | ---------------------------------------- | ---------------------------------------- | ---------------------------------------- |
| 2000          | Meråker Ål              | Halvard Hanevold                         | Ole Einar Bjørndalen                     | Frode Andresen                           |
| 2001          | Ål                      | Ole Einar Bjørndalen                     | Frode Andresen                           | Dag Bjørndalen                           |
| 2002          | Nordfjordeid            | Frode Andresen                           | Egil Gjelland                            | Halvard Hanevold                         |
| 2003          | Tromsø                  | Halvard Hanevold                         | Egil Gjelland                            | Frode Andresen                           |
| 2004          | Steinkjer               | Ole Einar Bjørndalen                     | Alexander Os                             | Anstein Mykland                          |
| 2005          | Bossmo Ytteren Skonseng | Ole Einar Bjørndalen                     | Lars Berger                              | Egil Gjelland                            |
| 2006          | Trondheim               | Ole Einar Bjørndalen                     | Magne Thorleiv Rønning                   | Stian Eckhoff                            |
| 2007          | Folldal                 | –                                        | –                                        | –                                        |
| 2008          | Stryn                   | –                                        | –                                        | –                                        |
| 2009          | Lillehammer             | –                                        | –                                        | –                                        |
| 2010          | Simostranda             | Halvard Hanevold                         | Emil Hegle Svendsen                      | Alexander Os                             |
| 2011          | Målselv                 | –                                        | –                                        | –                                        |
| 2012          | Trondheim               | Rune Brattsveen                          | Lars Berger                              | Emil Hegle Svendsen                      |
| 2013          | Dombås                  | –                                        | –                                        | –                                        |
| 2014          | Voss                    | Kristoffer Langøien Skjelvik             | Vetle Sjåstad Christiansen               | Erlend Bjøntegaard                       |
| 2015          | Sirdal                  | Henrik L’Abée-Lund                       | Tarjei Bø                                | Vegard Gjermundshaug                     |
| 2016          | Dombås                  | Tarjei Bø                                | Alexander Os                             | Lars Helge Birkeland                     |
| 2017          | Mo i Rana               | Lars Helge Birkeland                     | Erlend Bjøntegaard                       | Vetle Sjåstad Christiansen               |
| 2018          | Lillehammer             | Erlend Bjøntegaard                       | Johannes Thingnes Bø                     | Alexander Os                             |
| 2019          | Ål                      | -                                        | –                                        | –                                        |
| 2020          | Vik                     | Aufgrund der COVID-19-Pandemie abgesagt. | Aufgrund der COVID-19-Pandemie abgesagt. | Aufgrund der COVID-19-Pandemie abgesagt. |
| 2021          | Trondheim               | Aufgrund der COVID-19-Pandemie abgesagt. | Aufgrund der COVID-19-Pandemie abgesagt. | Aufgrund der COVID-19-Pandemie abgesagt. |
| 2022          | Målselv Vik             | Vebjørn Sørum                            | Aleksander Fjeld Andersen                | Eirik Gerhardsen                         |
| 2023          | Alta                    | Johannes Thingnes Bø                     | Sverre Dahlen Aspenes                    | Vetle Sjåstad Christiansen               |
| 2024          | Geilo                   | Harald Øygard                            | Tarjei Bø                                | Filip Fjeld Andersen                     |
| 2025          | Stiklestad              | Einar Hedegart                           | Johan-Olav Botn                          | Isak Frey                                |

### Staffel
| Meisterschaft | Meisterschaft           | Gold | Silber | Bronze                                                                                                   |
| ------------- | ----------------------- | --- | --- | --- |
| 1966          | Elverum                 | Hardanger og VossGunnar Holst Dag Midthun Jon Istad                                                               | NumedalJan Lunde Odd Lunde Ragnar Tveiten                                                                     | Nord-ØsterdalOlav Nygård Torgeir Tallerås Olav Jordet                                                    |
| 1967          | Lier                    | NumedalKjell Hovda Kåre Hovda Odd Lunde Ragnar Tveiten                                                            | Hardanger og Voss                                                                                             | |
| 1968          | Kongsvinger             | Nord-ØsterdalEsten Gjelten Olav Jordet Lars Tørresvold Torgeir Talleraas                                          | NumedalOdd Lunde Kåre Hovda Kjell Hovda Ragnar Tveiten                                                        | Gudbrandsdal                                                                                             |
| 1969          | Voss                    | Nord-ØsterdalTorgeir Tallerås Egil Nygård Ingemann Erlimo Esten Gjelten                                           | Numedal | Hardanger og Voss                                                                                        |
| 1970          | Trondheim               | NumedalKåre Hovda Odd Lunde Ragnar Tveiten Kjell Hovda                                                            | Nord-ØsterdalTorgeir Talleraas Per Johan Husom Lars Tørresvold Eesten Gjelsten                                | GudbrandsdalØystein Roland Iver Odlo Jonas Roland Bernt Rønningen                                        |
| 1971          | Vingelen                | NumedalOla Lunde Kåre Hovda Kjell Hovda Ragnar Tveiten                                                            | Ut-Trøndelag                                                                                                  | Østerdal                                                                                                 |
| 1972          | Evjemoen                | Ut-TrøndelagKåre Åmot Terje Hanssen Egil Asbøll Magnar Solberg                                                    | NumedalOdd Lunde Kjell Hovda Kåre Hovda Ragnar Tveiten                                                        | VefsnGudmund Lien Vidar Fagerbakk Jonny Gerhardsen Bjørn Sirijord                                        |
| 1973          | Steinkjer               | NumedalAnders Besseberg Kåre Hovda Kjell Hovda Ragnar Tveiten                                                     | | |
| 1974          | Vingrom                 | Numedal IKjell Flesaker Kåre Hovda Kjell Hovda Ragnar Tveiten                                                     | Nord-ØsterdalPer Johan Husom Ivar Riise Ingmann Erlimo Esten Gjelten                                          | Numedal IIAnders Besseberg Hilberg Steinsvik Odd Lunde Sigleif Johansen                                  |
| 1975          | Mo i Rana               | NumedalSigleif Johansen Kjell Flesaker Ragnar Tveiten Kjell Hovda                                                 | RingerikeOdd Pedersen Nils Sørensen Ivar Olsen Svein Engen                                                    | Ut-TrøndelagTerje Krokstad Ola Grendal Jørn Bue Olsen Terje Hanssen                                      |
| 1976          | Melhus                  | NumedalKjell Flesaker Odd Lunde Kjell Hovda Sigleif Johansen                                                      | RingerikeIvar Olsen Hans Gulbrandsen Odd Pedersen Svein Engen                                                 | ØsterdalSigvart Bjøntegård Knut Løvåsen Tor Svendsberget Hallvar Muller                                  |
| 1977          | Furnes                  | RingerikeIvar Olsen Nils Sørensen Odd Pedersen Svein Engen                                                        | NumedalKåre Hovda Odd Lunde Kjell Flesaker Kjell Hovda                                                        | Inn-TrøndelagHarald Sotberg Rune Røli Stig Kvistad Tor Northug                                           |
| 1978          | Molde Voss              | ØsterdalSigvart Bjøntegård Ola Lunde Kjell Søbak Tor Svendsberget                                                 | Hardanger og VossHeine Skogseid Malvin Hårklau Jakob Skogseid Odd Lirhus                                      | RingerikeHans Gulbrandsen Nils Sørensen Svein Engen Ivar Olsen                                           |
| 1979          | Øvrebø                  | Hardanger og VossHeine Skogseid Jakob Skogseid Erling Aga Odd Lirhus                                              | InntrøndelagStig Kvistad Sveinung Svarte Harald Sotberg Tor Northug                                           | ØsterdalSigvart Bjøntegård Ola Lunde Tor Svendsberget Kjell Søbak                                        |
| 1980          | Austmarka               | ØsterdalRolf Storsveen Sigvart Bjøntegård Ola Lunde Kjell Søbak                                                   | Hardanger og VossHeine Skogseid Eirik Kvalfoss Jacob Skogseid Odd Lirhus                                      | RingerikeIvar Olsen Nils Sørensen Hans Gulbrandsen Svein Engen                                           |
| 1981          | Bardufoss               | ØsterdalRolf Storsveen Sigvart Bjøntegård Ola Lunde Kjell Søbak                                                   | UttrøndelagJohnny Ingdal Stig Are Sund Stig Strand Terje Krokstad                                             | Hardanger og VossJakob Skogseid Torbjørn Finne Eirik Kvalfoss Odd Lirhus                                 |
| 1982          | Steinkjer               | Hardanger og VossOle Elvebakk Jakob Skogseid Eirik Kvalfoss Odd Lirhus                                            | ØsterdalØivind Nerhagen Arne Storsveen Ola Lunde Rolf Storsveen                                               | UttrøndelagStig Are Sund Jon Elvebakken Halvard Strand Terje Krokstad                                    |
| 1983          | Lygna                   | ØsterdalØivind Nerhagen Arne Storsveen Rolf Storsveen Kjell Søbak                                                 | Hardanger og VossEirik Kvalfoss Ole Elvebakk Jakob Skogseid Odd Lirhus                                        | OpplandGeir Elvesveen Kjell M. Tangen Svein Engeli Svein E. Linnerud                                     |
| 1984          | Vossestrand             | ØsterdalArne Storsveen Øivind Nerhagen Rolf Storsveen Kjell Søbak                                                 | Hardanger og Voss IOle Elvebakk Sverre Istad Gisle Fenne Eirik Kvalfoss                                       | Hardanger og Voss IIJacob Skogseid Magne Istad Einar Bystøl Bjørn Finne                                  |
| 1985          | Fyresdal                | HedmarkRolf Storsveen Johnny Rognstad Øivind Nerhagen Kjell Søbak                                                 | HordalandOle Elvebakk Sverre Istad Gisle Fenne Eirik Kvalfoss                                                 | Sør-TrøndelagMartin Solberg Olav Garlid Halvard Strand Terje Krokstad                                    |
| 1986          | Geilo                   | HordalandSverre Istad Magne Istad Eirik Kvalfoss Gisle Fenne                                                      | Buskerud | Hedmark                                                                                                  |
| 1987          | Tromsø                  | HordalandLars Fosse Sverre Istad Gisle Fenne Eirik Kvalfoss                                                       | HedmarkRolf Storsveen Tommy Olsen Øivind Nerhagen Frode Løberg                                                | OpplandIvar Ulekleiv Svein Austlid Sylfest Glimsdal Geir Einang                                          |
| 1988          | Tingvoll Dombås         | HordalandSverre Istad Magne Istad Gisle Fenne Eirik Kvalfoss                                                      | OpplandGeir Einang Ivar Ulekleiv Tor Skattebo Sylfest Glimsdal                                                | HedmarkMagnar Dalen Tommy Olsen Helge Sveen Øivind Nerhagen                                              |
| 1989          | Sørskogsbygda           | HordalandLars Fosse Magne Istad Gisle Fenne Eirik Kvalfoss                                                        | OpplandTor Skattebo Sylfest Glimsdal Ivar Ulekleiv Geir Einang                                                | BuskerudNils Anders Lien Tohr Erik Varsla Kjell Rygg Dag Bjørndalen                                      |
| 1990          | Voss                    | HordalandFrank Herheim Sverre Istad Gisle Fenne Eirik Kvalfoss                                                    | Nord-TrøndelagEinar Lund Tom Erik Henden Arild Larsen Jan Åge Tyldum                                          | OpplandOla Staxrud Sylfest Glimsdal Svein Ludvigsen Geir Einang                                          |
| 1991          | Steinkjer               | HordalandTerje Breivik Sverre Istad Eirik Kvalfoss Gisle Fenne                                                    | OpplandTor Skattebo Ivar Ulekleiv Sylfest Glimsdal Geir Einang                                                | HedmarkKjetil Sæter Tommy Olsen Rolf Storsveen Frode Løberg                                              |
| 1992          | Skrautvål               | OpplandOla Staxrud Ivar Ulekleiv Sylfest Glimsdal Geir Einang                                                     | BuskerudKnut Tore Berland Ole Einar Bjørndalen Nils Anders Lien Dag Bjørndalen                                | HordalandTerje Breivik Sverre Istad Eirik Kvalfoss Gisle Fenne                                           |
| 1993          | Brumunddal Hattfjelldal | Nord-TrøndelagTom Erik Henden Ola Vedal Jo Severin Matberg Jon Åge Tyldum                                         | HordalandSverre Istad Terje Breivik Gisle Fenne Eirik Kvalfoss                                                | RogalandBård Mjølne Gunnar Espeland Arne Idland Kjell Ove Oftedal                                        |
| 1994          | Orkdal Trondheim        | HordalandFrank Numedal Egil Gjelland Eirik Kvalfoss Gisle Fenne                                                   | BuskerudOle Einar Bjørndalen Dag Bjørndalen Knut Tore Berland Frode Andresen                                  | Sør-TrøndelagPer Erling Myhre Stig Kalstad Hans Tore Skjevdal Halvard Hanevold                           |
| 1995          | Fet                     | TromsStig-Are Eriksen Bjørn Tore Berntsen Terje Aune Tor Espen Kristiansen                                        | OpplandLars Westheim Audun Skattebo Ivar Ulekleiv Sylfest Glimsdal                                            | BuskerudOle Einar Bjørndalen Knut Tore Berland Frode Andresen Dag Bjørndalen                             |
| 1996          | Brumunddal              | Troms IStig-Are Eriksen Bjørn Tore Berntsen Tor Espen Kristiansen Terje Aune                                      | BuskerudKjetil Andre Pedersen Ole Einar Bjørndalen Frode Andresen Dag Bjørndalen                              | Troms IIArnt Ove Johansen Rune Skog Lars Thomas Nordkild Per Nilsen                                      |
| 1997          | Snåsa Savalen           | BuskerudFrode Andresen Dag Bjørndalen Pål Gunnar Mikkelsplass Ole Einar Bjørndalen                                | RogalandBård Mjølne Lars-Sigve Oftedal Torje Håland Kjell Ove Oftedal                                         | Nord-ØsterdalHelge Sveen Tommy Olsen Kjetil Sæter Jon Per Nygaard                                        |
| 1998          | Dokka Dombås            | BuskerudOle Einar Bjørndalen Audun Foss Knudsen Frode Andresen Dag Bjørndalen                                     | TromsGunnar Eriksen Stig-Are Eriksen Tor Espen Kristiansen Terje Aune                                         | RogalandLars-Sigve Oftedal Kjell Ove Oftedal Bård Skogholm Bård Mjølne                                   |
| 1999          | Tana                    | TromsStig-Are Eriksen Tor Espen Kristiansen Rune Skog Terje Aune                                                  | RogalandLars-Sigve Oftedal Bård Skogholm Kristian Brekken Torje Håland                                        | BuskerudAudun Foss Knudsen Frode Andresen Ole Kristian Stoltenberg Dag Bjørndalen                        |
| 2000          | Meråker Ål              | BuskerudAudun Foss Knudsen Frode Andresen Dag Bjørndalen Ole Einar Bjørndalen                                     | AkershusStian Eckhoff Henrik Oftedal Lars Ole Hoel Halvard Hanevold                                           | HordalandJohannes Istad Tor Halvor Bjørnstad Johnny Gjerald Egil Gjelland                                |
| 2001          | Ål                      | BuskerudDag Bjørndalen Ole Kristian Stoltenberg Frode Andresen Ole Einar Bjørndalen                               | Oslo og AkershusKristian Martinsen Stian Eckhoff Tobias Torgersen Halvard Hanevold                            | Nord-ØsterdalJon Per Nygaard Kristian Lund Vang Tommy Olsen Hans Prøsch                                  |
| 2002          | Nordfjordeid            | BuskerudOle Kristian Stoltenberg Dag Bjørndalen Frode Andresen Ole Einar Bjørndalen                               | Oslo og AkershusKristian Martinsen Stian Eckhoff Tobias Torgersen Halvard Hanevold                            | HordalandJohnny Gjerald Egil Gjelland Bjørn Ove Bergslid Tor Halvor Bjørnstad                            |
| 2003          | Tromsø                  | BuskerudOle Kristian Stoltenberg Dag Bjørndalen Frode Andresen Ole Einar Bjørndalen                               | Oslo og AkershusKristian Martinsen Stian Eckhoff Tobias Torgersen Halvard Hanevold                            | AgderJon Kristian Svaland Sigbjørn Mykland Dan Kjørmo Anstein Mykland                                    |
| 2004          | Steinkjer               | Oslo og AkershusKristian Martinsen Tobias Torgersen Stian Eckhoff Halvard Hanevold                                | AgderJon Kristian Svaland Sigbjørn Mykland Dan Kjørmo Anstein Mykland                                         | BuskerudChristian Georg Bache Dag Bjørndalen Frode Andresen Ole Einar Bjørndalen                         |
| 2005          | Bossmo Ytteren Skonseng | Oslo og AkershusKristian Martinsen Tobias Torgersen Stian Eckhoff Halvard Hanevold                                | TromsHans Prøsch Rune Skog Terje Aune Rune Morten Johansen                                                    | HordalandJohnny Gjerald Egil Gjelland Sindre Hansen Tor Halvor Bjørnstad                                 |
| 2006          | Trondheim               | Oslo og AkershusKristian Martinsen Henrik L’Abée-Lund Stian Eckhoff Halvard Hanevold                              | AgderJon Kristian Svaland Sondre Flaa Eieland Øyvind Svaland Anstein Mykland                                  | HordalandThomas Fenne Egil Gjelland Sindre Hansen Tor Halvor Bjørnstad                                   |
| 2007          | Folldal                 | Oslo og AkershusHalvard Hanevold Lars Stensløkken Martin Eng Stian Eckhoff                                        | Sør-TrøndelagStian Nåvik Knut Kuvaas Breivik Steinar Eidem Emil Hegle Svendsen                                | BuskerudFrode Andresen Anders Brun Hennum Eirik Robert Christiansen Ole Einar Bjørndalen                 |
| 2008          | Stryn                   | Oslo og AkershusMagnus L’Abée-Lund Arild Askestad Stian Eckhoff Halvard Hanevold                                  | BuskerudEirik Robert Christiansen Anders Brun Hennum Frode Andresen Ole Einar Bjørndalen                      | Sør-TrøndelagStian Nåvik Øyvind Lund Sveinung Hestad Strand Emil Hegle Svendsen                          |
| 2009          | Lillehammer             | BuskerudChristian Georg Bache Vetle Sjåstad Christiansen Frode Andresen Ole Einar Bjørndalen                      | Oslo og AkershusStian Eckhoff Martin Eng Henrik L’Abée-Lund Halvard Hanevold                                  | AgderSondre Flaa Eieland Jon Kristian Svaland Sverre T. Røiseland Lars Helge Birkeland                   |
| 2010          | Simostranda             | Oslo og AkershusMagnus L’Abée-Lund Martin Eng Christian Sæten Henrik L’Abée-Lund                                  | AgderSondre Flaa Eieland Øyvind Svaland Jon Kristian Svaland Lars Helge Birkeland                             | Sør-TrøndelagEspen Årvaag Henrik Brovold Espen Forsell Emil Hegle Svendsen                               |
| 2011          | Bardufoss Målselv       | BuskerudVetle Sjåstad Christiansen Frode Andresen Anders Hennum Ole Einar Bjørndalen                              | OpplandRune Brattsveen Vetle Gurigard Jostein Rogstad Øyvind Skattebo                                         | Oslo og AkershusEirik Bratli Martin Eng Christian Sæten Henrik L’Abée-Lund                               |
| 2012          | Trondheim               | Oslo og AkershusMagnus L’Abée-Lund Christian Sæten Andreas Grimstvedt Henrik L’Abée-Lund                          | BuskerudFrode Andresen Tommi Luchsinger Erlend Bjøntegaard Vetle Sjåstad Christiansen                         | Sør-TrøndelagSyver Nygård Andreas Dahlø Wærnes Arve Lien Johnsen Emil Hegle Svendsen                     |
| 2013          | Dombås                  | Sogn og Fjordane Jarle Midthjell Gjørven Johannes Thingnes Bø Håvard Gutubø Bogetveit Tarjei Bø                   | Nord-ØsterdalKristoffer Langøien Skjelvik Lars Berger Vegard Bjørn Gjermundshaug Jan Olav Bjørn Gjermundshaug | BuskerudFrode Andresen Martin Lindland Pål Kristian Grue Tufte Vetle Sjåstad Christiansen                |
| 2014          | Voss                    | Sogn og Fjordane Jarle Midthjell Gjørven Johan Eirik Meland Håvard Gutubø Bogetveit Johannes Thingnes Bø          | Nord-ØsterdalPer Arne Bakken Tore Leren Vegard Bjørn Gjermundshaug Kristoffer Langøien Skjelvik               | Oslo og AkershusEirik Bratli Martin Eng Thomas Berge Foyn Henrik L’Abée-Lund                             |
| 2015          | Sirdal                  | Sør-Trøndelag Tommy Grøtte Syver Nygård Andreas Dahlø Wærnes Emil Hegle Svendsen                                  | Hordaland Bjarte Mørkve Thomas Fenne Bjarte Solvang Erling Aalvik                                             | Oppland Amund Owren Sondre Bollum Vemund Gurigard Vetle Gurigard                                         |
| 2016          | Dombås                  | Sør-Trøndelag Tommy Grøtte Andreas Kvam Andreas Dahlø Wærnes Emil Hegle Svendsen                                  | Sogn og Fjordane Jarle Gjørven Håvard Bogetveit Ole Martin Erdal Tarjei Bø                                    | Agder Martin Rui Håkon Svaland Lars Svaland Lars Helge Birkeland                                         |
| 2017          | Mo i Rana               | Sogn og Fjordane Jarle Gjørven Ole Martin Erdal Håvard Bogetveit Johannes Thingnes Bø                             | Sør-Trøndelag Ole Andreas Flotten Andreas Kvam Andreas Dahlø Wærnes Emil Hegle Svendsen                       | Buskerud Martin Lindland Vetle Sjåstad Christiansen Erlend Bjøntegaard Henrik Smeby                      |
| 2018          | Lillehammer             | Agder Espen Uldal Lars Aasheim Svaland Håkon Svaland Lars Helge Birkeland                                         | Oslo og Akershus Sindre Fjellheim Jorde Johannes Dale Endre Strømsheim Sturla Holm Lægreid                    | Hordaland Martin Femsteinevik Bjarte Solvang Thomas Fenne Erling Aalvik                                  |
| 2019          | Ål                      | Sogn Og Fjordane 1Ole Martin Erdal Håvard Gutubø Bogetveit Tarjei Bø Johannes Thingnes Bø                         | Oppland 1Harald Øygard Emil Nyeng Vebjørn Sørum Sivert Guttorm Bakken                                         | Oslo Og Akershus 2Sturla Holm Lægreid Jørgen Brendengen Krogsæter Truls Fjellheim Jorde Endre Strømsheim |
| 2020          | Vik                     | Aufgrund der COVID-19-Pandemie abgesagt.                                                                          | Aufgrund der COVID-19-Pandemie abgesagt.                                                                      | Aufgrund der COVID-19-Pandemie abgesagt.                                                                 |
| 2021          | Trondheim               | Aufgrund der COVID-19-Pandemie abgesagt.                                                                          | Aufgrund der COVID-19-Pandemie abgesagt.                                                                      | Aufgrund der COVID-19-Pandemie abgesagt.                                                                 |
| 2022          | Målselv Vik             | Oslo og Akershus 1Fredrik Qvist Bucher-Johannessen Simen Aaberg Skar Jørgen Brendengen Krogsæter Endre Strømsheim | Oppland 1Harald Øygard Tobias Alm Sivert Guttorm Bakken Vebjørn Sørum                                         | Buskerud 1Herman Dramdal Borge Vetle Paulsen Aleksander Fjeld Andersen Mats Øverby                       |
| 2023          | Alta                    | Oslo og Akershus 1Endre Strømsheim Isak Frey Johannes Dale Sturla Holm Lægreid                                    | Buskerud 1Aleksander Fjeld Andersen Filip Fjeld Andersen Vetle Paulsen Vetle Sjåstad Christiansen             | Sogn og Fjordane 1Håvard Gutubø Bogetveit Simon Kirkeeide Johan-Olav Botn Johannes Thingnes Bø           |
| 2024          | Geilo                   | Sogn og Fjordane 1Magnus Skeide Bakke Johan-Olav Botn Simon Kirkeeide Tarjei Bø                                   | Oppland 1Harald Øygard Vebjørn Sørum Tobias Alm Håvard Tosterud                                               | Buskerud 1Vetle Paulsen Filip Fjeld Andersen Herman Dramdal Borge Vetle Sjåstad Christiansen             |
| 2025          | Stiklestad              | Oslo Og Akershus 1Isak Leknes Frey Endre Strømsheim Johannes Dale-Skjevdal Sturla Holm Lægreid                    | Buskerud 1Vetle Rype Paulsen Filip Fjeld Andersen Herman Dramdal Borge Vetle Sjåstad Christiansen             | Oppland 1Tobias Alm Håvard Tosterud Vebjørn Sørum Sivert Guttorm Bakken                                  |

### Mannschaft
| Meisterschaft | Meisterschaft           | Gold                                                                               | Silber                                                                              | Bronze                                                                |
| ------------- | ----------------------- | ---------------------------------------------------------------------------------- | ----------------------------------------------------------------------------------- | --------------------------------------------------------------------- |
| 1990          | Voss                    | BuskerudSverre Istad Gisle Fenne Eirik Kvalfoss                                    | TromsTommy Olsen Kjetil Sæter Frode Løberg                                          | HedmarkSigbjørn Nygård Jon Per Nygaard Harald Svergja                 |
| 1991          | Steinkjer               | TromsTor Espen Kristiansen Bjørn Tore Berntsen Stig-Are Eriksen                    | HedmarkTommy Olsen Frode Løberg Kjetil Sæter                                        | BuskerudAsle Slettesven Ole Einar Bjørndalen Nils Anders Lien         |
| 1992          | Skrautvål               | Troms IIArnt Ove Johansen Bjørn Tore Berntsen Stig-Are Eriksen                     | RogalandArne Idland Kjell Ove Oftedal Bård Mjølne                                   | BuskerudDag Bjørndalen Ole Einar Bjørndalen Nils Anders Lien          |
| 1993          | Brumunddal Hattfjelldal | Nord-TrøndelagOla Vedal Jon Åge Tyldum Jo Severin Matberg                          | RogalandBård Mjølne Gunnar Espeland Arne Idland                                     | Sør-TrøndelagTerje Tovmo Per Erling Myhre Halvard Hanevold            |
| 1994          | Orkdal Trondheim        | HedmarkKjetil Sæter Kjetil Storsveen Dag Ivar Hovde Frode Løberg                   | HordalandEgil Gjelland Frank Numedal Terje Breivik Gisle Fenne                      | TromsTor Espen Kristiansen Stig-Are Eriksen Terje Aune Lars Nordkild  |
| 1995          | Fet                     | TromsStig-Are Eriksen Bjørn Tore Berntsen Tor Espen Kristiansen Terje Aune         | Sogn og FjordaneTorstein Tvinnreim Roger Lillestøl Tor Ivar Kandal Alfred Tytingvåg | OpplandLars Westheim Audun Skattebo Svein Tvenge Ivar Ulekleiv        |
| 1996          | Brumunddal              | BuskerudDag Bjørndalen Pål Gunnar Mikkelsplass Ole Einar Bjørndalen Frode Andresen | TromsStig-Are Eriksen Bjørn Tore Berntsen Terje Aune Tor Espen Kristiansen          | Nord-ØsterdalTommy Olsen Helge Sveen Jon Per Nygaard Kjetil Sæter     |
| 1997          | Snåsa Savalen           | BuskerudDag Bjørndalen Pål Gunnar Mikkelsplass Ole Einar Bjørndalen Frode Andresen | TromsStig-Are Eriksen Bjørn Tore Berntsen Terje Aune Tor Espen Kristiansen          | Nord-ØsterdalTommy Olsen Helge Sveen Jon Per Nygaard Kjetil Sæter     |
| 1998          | Dokka Dombås            | Sogn og FjordaneRoger Lillestøl Vidar Tistel Ingar Løvlid Alfred Tytingvåg         | Nord-ØsterdalTommy Olsen Hans Prøsch Helge Sveen Jon Per Nygaard                    | OpplandTorstein Jørstad Lars Berger Per Trygve Engen Tor Håkon Grønli |

## Frauen

### Einzel
| Meisterschaft | Meisterschaft           | Gold                          | Silber                        | Bronze                  |
| ------------- | ----------------------- | ----------------------------- | ----------------------------- | ----------------------- |
| 1979          | Øvrebø                  | Mette Mestad                  | Bente Mestad                  | Lilly Berland           |
| 1980          | Austmarka               | Mette Mestad                  | Bente Mestad                  | Mona Hauger             |
| 1981          | Bardufoss               | Ingeborg Nordmo               | Iren Grødal                   | Bente Mestad            |
| 1982          | Steinkjer               | Sonja Larsen                  | Mette Mestad                  | Siv Bråten-Lunde        |
| 1983          | Lygna                   | Mette Mestad                  | Sanna Grønlid                 | Gry Østvik              |
| 1984          | Vossestrand             | Mette Mestad                  | Gry Østvik                    | Sanna Grønlid           |
| 1985          | Fyresdal                | Gry Østvik                    | Siv Bråten-Lunde              | Sanna Grønlid           |
| 1986          | Geilo                   | Siv Bråten-Lunde              | Sanna Grønlid                 | Helga Øvsthus           |
| 1987          | Tromsø                  | Siv Bråten-Lunde              | Anne Elvebakk                 | Synnøve Thoresen        |
| 1988          | Tingvoll Dombås         | Elin Kristiansen              | Mona Bollerud                 | Anne Elvebakk           |
| 1989          | Sørskogsbygda           | Mona Bollerud                 | Synnøve Thoresen              | Anne Elvebakk           |
| 1990          | Voss                    | Elin Kristiansen              | Gunn Fossum                   | Mona Bollerud           |
| 1991          | Steinkjer               | Anne Elvebakk                 | Grete Ingeborg Nykkelmo       | Synnøve Thoresen        |
| 1992          | Skrautvål               | Anne Elvebakk                 | Hildegunn Fossen-Mikkelsplass | Gunn Margit Andreassen  |
| 1993          | Brumunddal Hattfjelldal | Hildegunn Fossen-Mikkelsplass | Åse Idland                    | Unni Kristiansen        |
| 1994          | Orkdal Trondheim        | Hildegunn Fossen-Mikkelsplass | Anne Elvebakk                 | Signe Trosten           |
| 1995          | Fet                     | Gunn Margit Andreassen        | Eli Merete Melheim            | Ann-Elen Skjelbreid     |
| 1996          | Brumunddal              | Anette Sikveland              | Gunn Margit Andreassen        | Ann-Elen Skjelbreid     |
| 1997          | Snåsa Savalen           | Liv Grete Skjelbreid-Poirée   | Ann-Elen Skjelbreid           | Gunn Margit Andreassen  |
| 1998          | Dokka Dombås            | Liv Grete Skjelbreid-Poirée   | Ann-Elen Skjelbreid           | Unni Kristiansen        |
| 1999          | Tana                    | Liv Grete Skjelbreid-Poirée   | Gro Marit Istad-Kristiansen   | Gunn Margit Andreassen  |
| 2000          | Meråker Ål              | Liv Grete Skjelbreid-Poirée   | Gunn Margit Andreassen        | Linda Tjørhom-Grubben   |
| 2001          | Ål                      | Linda Tjørhom-Grubben         | Gunn Margit Andreassen        | Liv-Kjersti Eikeland    |
| 2002          | Nordfjordeid            | Liv Grete Skjelbreid-Poirée   | Gunn Margit Andreassen        | Ann-Elen Skjelbreid     |
| 2003          | Tromsø                  | Ann-Elen Skjelbreid           | Linda Tjørhom-Grubben         | Gunn Margit Andreassen  |
| 2004          | Steinkjer               | Anne Ingstadbjørg             | Linda Tjørhom-Grubben         | Liv-Kjersti Eikeland    |
| 2005          | Bossmo Ytteren Skonseng | Gro Marit Istad-Kristiansen   | Tora Berger                   | Jori Mørkve             |
| 2006          | Trondheim               | Linda Tjørhom-Grubben         | Tora Berger                   | Kari Henneseid Eie      |
| 2007          | Folldal                 | Tora Berger                   | Anne Ingstadbjørg             | Julie Bonnevie-Svendsen |
| 2008          | Stryn                   | Julie Bonnevie-Svendsen       | Solveig Rogstad               | Tora Berger             |
| 2009          | Lillehammer             | Tora Berger                   | Anne Ingstadbjørg             | Gunn Margit Andreassen  |
| 2010          | Simostranda             | Tora Berger                   | Jori Mørkve                   | Ann Kristin Flatland    |
| 2011          | Målselv                 | Tora Berger                   | Marte Olsbu                   | Ann Kristin Flatland    |
| 2012          | Trondheim               | Tora Berger                   | Synnøve Solemdal              | Ane Skrove Nossum       |
| 2013          | Dombås                  | Tora Berger                   | Jori Mørkve                   | Birgitte Røksund        |
| 2014          | Voss                    | Marte Olsbu                   | Tora Berger                   | Vilde Gurigard          |
| 2015          | Sirdal                  | Ingrid Landmark Tandrevold    | Sigrid Bilstad Neraasen       | Marte Olsbu             |
| 2016          | Dombås                  | -                             | -                             | -                       |
| 2017          | Mo i Rana               | -                             | -                             | -                       |
| 2018          | Lillehammer             | -                             | -                             | -                       |
| 2019          | Ål                      | Hilde Fenne                   | Tonje Marie Skjelstadås       | Juni Arnekleiv          |

### Sprint
| Meisterschaft | Meisterschaft           | Gold                                     | Silber                                   | Bronze                                   |
| ------------- | ----------------------- | ---------------------------------------- | ---------------------------------------- | ---------------------------------------- |
| 1979          | Øvrebø                  | Bente Mestad                             | Mette Mestad                             | Lilly Berland                            |
| 1980          | Austmarka               | Mette Mestad                             | Bente Mestad                             | Mona Hauger                              |
| 1981          | Bardufoss               | Bente Mestad                             | Mette Mestad                             | Reidun Åsen                              |
| 1982          | Steinkjer               | Mette Mestad                             | Annita Nygård                            | Bente Mestad                             |
| 1983          | Lygna                   | Sanna Grønlid                            | Gry Østvik                               | Siv Bråten-Lunde                         |
| 1984          | Vossestrand             | Rigmor Hansen                            | Mette Mestad                             | Ingeborg N. Krokstad                     |
| 1985          | Fyresdal                | Mette Mestad                             | Bente Mestad                             | Gry Østvik                               |
| 1986          | Geilo                   | Sanna Grønlid                            | Mette Mestad                             | Anne Elvebakk                            |
| 1987          | Tromsø                  | Siv Bråten-Lunde                         | Sanna Grønlid                            | Anne Elvebakk                            |
| 1988          | Tingvoll Dombås         | Anne Elvebakk                            | Elin Kristiansen                         | Siri Grundnes                            |
| 1989          | Sørskogsbygda           | Anne Elvebakk                            | Synnøve Thoresen                         | Mona Bollerud                            |
| 1990          | Voss                    | Grete Ingeborg Nykkelmo                  | Elin Kristiansen                         | Synnøve Thoresen                         |
| 1991          | Steinkjer               | Grete Ingeborg Nykkelmo                  | Anne Elvebakk                            | Unni Kristiansen                         |
| 1992          | Skrautvål               | Grete Ingeborg Nykkelmo                  | Signe Trosten                            | Ann-Elen Skjelbreid                      |
| 1993          | Brumunddal Hattfjelldal | Åse Idland                               | Anne Elvebakk                            | Anette Sikveland                         |
| 1994          | Orkdal Trondheim        | Anette Sikveland                         | Anne Elvebakk                            | Gunn Margit Andreassen                   |
| 1995          | Fet                     | Ann-Elen Skjelbreid                      | Liv Grete Skjelbreid-Poirée              | Elin Kristiansen                         |
| 1996          | Brumunddal              | Hildegunn Fossen-Mikkelsplass            | Ann-Elen Skjelbreid                      | Gunn Margit Andreassen                   |
| 1997          | Snåsa Savalen           | Liv Grete Skjelbreid-Poirée              | Ann-Elen Skjelbreid                      | Eli Merete Melheim                       |
| 1998          | Dokka Dombås            | Liv Grete Skjelbreid-Poirée              | Hildegunn Fossen-Mikkelsplass            | Anette Sikveland                         |
| 1999          | Tana                    | Liv Grete Skjelbreid-Poirée              | Ann-Elen Skjelbreid                      | Gunn Margit Andreassen                   |
| 2000          | Meråker Ål              | Liv Grete Skjelbreid-Poirée              | Linda Tjørhom-Grubben                    | Gunn Margit Andreassen                   |
| 2001          | Ål                      | Gro Marit Istad-Kristiansen              | Ann-Elen Skjelbreid                      | Linda Tjørhom-Grubben                    |
| 2002          | Nordfjordeid            | Liv Grete Skjelbreid-Poirée              | Borghild Ouren                           | Gunn Margit Andreassen                   |
| 2003          | Tromsø                  | Gunn Margit Andreassen                   | Liv-Kjersti Eikeland                     | Borghild Ouren                           |
| 2004          | Steinkjer               | Liv-Kjersti Eikeland                     | Gro Marit Istad-Kristiansen              | Borghild Ouren                           |
| 2005          | Bossmo Ytteren Skonseng | Linda Tjørhom-Grubben                    | Julie Bonnevie-Svendsen                  | Gro Marit Istad-Kristiansen Tora Berger  |
| 2006          | Trondheim               | Liv Grete Skjelbreid-Poirée              | Tora Berger                              | Linda Tjørhom-Grubben                    |
| 2007          | Folldal                 | Julie Bonnevie-Svendsen                  | Anne Ingstadbjørg                        | Liv Kjersti Eikeland                     |
| 2008          | Stryn                   | Tora Berger                              | Julie Bonnevie-Svendsen                  | Solveig Rogstad                          |
| 2009          | Lillehammer             | Julie Bonnevie-Svendsen                  | Solveig Rogstad                          | Kari Henneseid Eie                       |
| 2010          | Simostranda             | Ann Kristin Flatland                     | Tora Berger                              | Synnøve Solemdal                         |
| 2011          | Målselv                 | Tora Berger                              | Synnøve Solemdal                         | Jori Mørkve                              |
| 2012          | Trondheim               | Tora Berger                              | Synnøve Solemdal                         | Fanny Welle-Strand Horn                  |
| 2013          | Dombås                  | Tiril Eckhoff                            | Synnøve Solemdal                         | Fanny Welle-Strand Horn                  |
| 2014          | Voss                    | Tora Berger                              | Tiril Eckhoff                            | Kaia Wøien Nicolaisen                    |
| 2015          | Sirdal                  | Marte Olsbu                              | Ingrid Landmark Tandrevold               | Astrid Matthiessen                       |
| 2016          | Dombås                  | Synnøve Solemdal                         | Ingrid Landmark Tandrevold               | Marte Olsbu                              |
| 2017          | Mo i Rana               | Hilde Fenne                              | Tiril Eckhoff                            | Synnøve Solemdal                         |
| 2018          | Lillehammer             | Marte Olsbu                              | Emilie Ågheim Kalkenberg                 | Sigrid Bilstad Neraasen                  |
| 2019          | Ål                      | -                                        | –                                        | –                                        |
| 2020          | Vik                     | Aufgrund der COVID-19-Pandemie abgesagt. | Aufgrund der COVID-19-Pandemie abgesagt. | Aufgrund der COVID-19-Pandemie abgesagt. |
| 2021          | Trondheim               | Aufgrund der COVID-19-Pandemie abgesagt. | Aufgrund der COVID-19-Pandemie abgesagt. | Aufgrund der COVID-19-Pandemie abgesagt. |
| 2022          | Målselv Vik             | Malin Bergtun                            | Jenny Enodd                              | Juni Arnekleiv                           |
| 2023          | Alta                    | Maren Kirkeeide                          | Ingrid Landmark Tandrevold               | Karoline Offigstad Knotten               |
| 2024          | Geilo                   | Juni Arnekleiv                           | Maren Brännare-Gran                      | Julie Tronerud Kvelvane                  |
| 2025          | Stiklestad              | Maren Kirkeeide                          | Hanna Børve                              | Karoline Erdal                           |

### Verfolgung
| Meisterschaft | Meisterschaft           | Gold                        | Silber                        | Bronze                      |
| ------------- | ----------------------- | --------------------------- | ----------------------------- | --------------------------- |
| 1997          | Snåsa Savalen           | Annette Sikveland           | Gunn Margit Andreassen        | Åse Idland                  |
| 1998          | Dokka Dombås            | Liv Grete Skjelbreid-Poirée | Hildegunn Fossen-Mikkelsplass | Gro Marit Istad-Kristiansen |
| 1999          | Tana                    | Gro Marit Istad-Kristiansen | Liv Grete Skjelbreid-Poirée   | Gunn Margit Andreassen      |
| 2000          | Meråker Ål              | Liv Grete Skjelbreid-Poirée | Linda Tjørhom-Grubben         | Gunn Margit Andreassen      |
| 2001          | Ål                      | Gunn Margit Andreassen      | Gro Marit Istad-Kristiansen   | Ann-Elen Skjelbreid         |
| 2002          | Nordfjordeid            | Liv Grete Skjelbreid-Poirée | Gunn Margit Andreassen        | Linda Tjørhom-Grubben       |
| 2003          | Tromsø                  | Gunn Margit Andreassen      | Liv-Kjersti Eikeland          | Borghild Ouren              |
| 2004          | Steinkjer               | Gro Marit Istad-Kristiansen | Linda Tjørhom-Grubben         | Ann Helen Grande            |
| 2005          | Bossmo Ytteren Skonseng | Gro Marit Istad-Kristiansen | Linda Tjørhom-Grubben         | Tora Berger                 |
| 2006          | Trondheim               | –                           | –                             | –                           |
| 2007          | Folldal                 | Jori Mørkve                 | Julie Bonnevie-Svendsen       | Anne Ingstadbjørg           |
| 2008          | Stryn                   | Tora Berger                 | Solveig Rogstad               | Julie Bonnevie-Svendsen     |
| 2009          | Lillehammer             | Julie Bonnevie-Svendsen     | Tora Berger                   | Kari Henneseid Eie          |
| 2010          | Simostranda             | –                           | –                             | –                           |
| 2011          | Målselv                 | Tora Berger                 | Hilde Fenne                   | Solveig Rogstad             |
| 2012          | Trondheim               | –                           | –                             | –                           |
| 2013          | Dombås                  | Tora Berger                 | Tiril Eckhoff                 | Fanny Welle-Strand Horn     |
| 2014          | Voss                    | –                           | –                             | –                           |
| 2015          | Sirdal                  | –                           | –                             | –                           |
| 2016          | Dombås                  | Synnøve Solemdal            | Marte Olsbu                   | Kaia Nicolaisen             |
| 2017          | Mo i Rana               | Tiril Eckhoff               | Kaia Nicolaisen               | Hilde Fenne                 |
| 2018          | Lillehammer             | Marte Olsbu                 | Emilie Ågheim Kalkenberg      | Thekla Brun-Lie             |
| 2019          | Ål                      | Thekla Brun-Lie             | Karoline Offigstad Knotten    | Tiril Eckhoff               |

### Massenstart
| Meisterschaft | Meisterschaft           | Gold                                     | Silber                                   | Bronze                                   |
| ------------- | ----------------------- | ---------------------------------------- | ---------------------------------------- | ---------------------------------------- |
| 2000          | Meråker Ål              | Linda Tjørhom-Grubben                    | Gunn Margit Andreassen                   | Ann Helen Grande                         |
| 2001          | Ål                      | Linda Tjørhom-Grubben                    | Gunn Margit Andreassen                   | Ann Helen Grande                         |
| 2002          | Nordfjordeid            | Tora Berger                              | Ann-Elen Skjelbreid                      | Linda Tjørhom-Grubben                    |
| 2003          | Tromsø                  | Linda Tjørhom-Grubben                    | Gunn Margit Andreassen                   | Liv-Kjersti Eikeland                     |
| 2004          | Steinkjer               | Gro Marit Istad-Kristiansen              | Linda Tjørhom-Grubben                    | Gunn Margit Andreassen                   |
| 2005          | Bossmo Ytteren Skonseng | Gro Marit Istad Kristiansen              | Linda Tjørhom-Grubben                    | Tora Berger                              |
| 2006          | Trondheim               | Liv Grete Skjelbreid-Poirée              | Tora Berger                              | Liv-Kjersti Eikeland                     |
| 2007          | Folldal                 | –                                        | –                                        | –                                        |
| 2008          | Stryn                   | –                                        | –                                        | –                                        |
| 2009          | Lillehammer             | –                                        | –                                        | –                                        |
| 2010          | Simostranda             | Tora Berger                              | Fanny Welle-Strand Horn                  | Ada Ringen                               |
| 2011          | Målselv                 | –                                        | –                                        | –                                        |
| 2012          | Trondheim               | Tora Berger                              | Synnøve Solemdal                         | Marte Olsbu                              |
| 2013          | Dombås                  | –                                        | –                                        | –                                        |
| 2014          | Voss                    | Tora Berger                              | Tiril Eckhoff                            | Marte Olsbu                              |
| 2015          | Sirdal                  | Marte Olsbu                              | Kaia Nicolaisen                          | Ingrid Landmark Tandrevold               |
| 2016          | Dombås                  | Marte Olsbu                              | Synnøve Solemdal                         | Marion Rønning Huber                     |
| 2017          | Mo i Rana               | Marte Olsbu                              | Tiril Eckhoff                            | Synnøve Solemdal                         |
| 2018          | Lillehammer             | Marte Olsbu                              | Synnøve Solemdal                         | Thekla Brun-Lie                          |
| 2019          | Ål                      | -                                        | –                                        | –                                        |
| 2020          | Vik                     | Aufgrund der COVID-19-Pandemie abgesagt. | Aufgrund der COVID-19-Pandemie abgesagt. | Aufgrund der COVID-19-Pandemie abgesagt. |
| 2021          | Trondheim               | Aufgrund der COVID-19-Pandemie abgesagt. | Aufgrund der COVID-19-Pandemie abgesagt. | Aufgrund der COVID-19-Pandemie abgesagt. |
| 2022          | Målselv Vik             | Marthe Kråkstad Johansen                 | Jenny Enodd                              | Juni Arnekleiv                           |
| 2023          | Alta                    | Marthe Kråkstad Johansen                 | Jenny Enodd                              | Ingrid Landmark Tandrevold               |
| 2024          | Geilo                   | Marthe Kråkstad Johansen                 | Maren Kirkeeide                          | Karoline Erdal                           |
| 2025          | Stiklestad              | Maren Kirkeeide                          | Marthe Kråkstad Johansen                 | Juni Arnekleiv                           |

### Staffel
| Meisterschaft | Meisterschaft           | Gold                                                                                  | Silber                                                                                | Bronze                                                                              |
| ------------- | ----------------------- | ------------------------------------------------------------------------------------- | ------------------------------------------------------------------------------------- | ----------------------------------------------------------------------------------- |
| 1979          | Øvrebø                  | AgderMette Mestad Janne Marit Andreassen Bente Mestad                                 | HordalandLilly Berland Eli Midtun Åse Marie Drangsholt                                | –                                                                                   |
| 1980          | Austmarka               | AgderMette Mestad Reidun Åsen Bente Mestad                                            | ØsterdalGunn Ottershagen Anita Nygård Mona Ottershagen                                | SolørHeidi Finnbråten Åse Torp Mona Hauger                                          |
| 1981          | Bardufoss               | AgderMette Mestad Reidun Åsen Bente Mestad                                            | ØsterdalAnita Nygård Mona Ottershagen Gunn Ottershagen                                | SolørGry Østvik Heidi Finnbråten Åse Torp                                           |
| 1982          | Steinkjer               | AgderMette Mestad Reidun Åsen Bente Mestad                                            | SolørGry Østvik Heidi Finnbråten Åse Torp                                             | ØsterdalAnita Nygård Mona Ottershagen Gunn Ottershagen                              |
| 1983          | Lygna                   | AgderMette Mestad Reidun Åsen Bente Mestad                                            | SolørGry Østvik Heidi Finnbråten Åse Torp                                             | OpplandRigmor Hansen Marit Horgen Sanna Grønlid                                     |
| 1984          | Vossestrand             | TromsEli Nordmo Rigmor Hansen Siri Grundnes                                           | OpplandSiv Bråten-Lunde Marit Horgen Sanna Grønlid                                    | AgderMette Mestad Reidun Åsen Bente Mestad                                          |
| 1985          | Fyresdal                | OpplandAnita Håkenstad Siv Bråten Sanna Grønlid                                       | Sør-TrøndelagJanne Mette Berg Bente Bakken Ingeborg Nordmo Krokstad                   | Vest-AgderMette Mestad Reidun Åsen Bente Mestad                                     |
| 1986          | Geilo                   | OpplandAnita Håkenstad Siv Bråten Sanna Grønlid                                       | Hedmark                                                                               | Vest-Agder                                                                          |
| 1987          | Tromsø                  | OpplandInger Strand Siv Bråten-Lunde Sanna Grønlid                                    | BuskerudSynnøve Thoresen Hildegunn Fossen-Mikkelsplass Mona Bollerud                  | HordalandAnn Lillian Steine Helga Øvsthus Anne Elvebakk                             |
| 1988          | Tingvoll Dombås         | HordalandHelga Øvsthus Venke Istad Anne Elvebakk                                      | HedmarkSiv Bråten-Lunde Unni Kristiansen Elin Kristiansen                             | BuskerudSynnøve Thoresen Gunn Kjersti Bøygard Mona Bollerud                         |
| 1989          | Sørskogsbygda           | BuskerudSynnøve Thoresen Hildegunn Fossen-Mikkelsplass Mona Bollerud                  | HedmarkNina Søndmør Unni Kristiansen Elin Kristiansen                                 | HordalandVenke Istad Anne Lillian Steine Anne Elvebakk                              |
| 1990          | Voss                    | HordalandGrete Ingeborg Nykkelmo Helga Øvsthus Fenne Anne Elvebakk                    | BuskerudSynnøve Thoresen Mona Bollerud Hildegunn Fossen-Mikkelsplass                  | HedmarkLene Teksum Unni Kristiansen Elin Kristiansen                                |
| 1991          | Steinkjer               | BuskerudSynnøve Thoresen Mona Bollerud Hildegunn Fossen-Mikkelsplass                  | HedmarkAnn-Elen Skjelbreid Unni Kristiansen Elin Kristiansen                          | HordalandGrete Ingeborg Nykkelmo Helga Øvsthus Fenne Anne Elvebakk                  |
| 1992          | Skrautvål               | BuskerudSynnøve Thoresen Mona Bollerud Hildegunn Fossen-Mikkelsplass                  | HedmarkLene Teksum Unni Kristiansen Ann-Elen Skjelbreid                               | HordalandHelga Øvsthus Fenne Liv Grete Skjelbreid-Poirée Anne Elvebakk              |
| 1993          | Brumunddal Hattfjelldal | RogalandAnette Sikveland Åse Idland Tone Marit Oftedal                                | TromsSigne Trosten Lise Danielsen Siri Grundnes                                       | BuskerudSynnøve Thoresen Mona Bollerud Hildegunn Fossen-Mikkelsplass                |
| 1994          | Orkdal Trondheim        | HordalandLiv Grete Skjelbreid-Poirée Anne Elvebakk Ann-Elen Skjelbreid                | RogalandAnnette Sikveland Tone Marit Oftedal Åse Idland                               | Aust-AgderGunn Margit Andreassen Karianne Væting Trude Harstad                      |
| 1995          | Fet                     | Hedmark Lene Teksum Unni Kristiansen Elin Kristiansen                                 | Hordaland Liv Grete Skjelbreid-Poirée Britt Merete Gjelland Ann Elen Skjelbreid       | Sogn og FjordaneEli Merete Melheim Evelyn Lauvstad Berit Kolltveit                  |
| 1996          | Brumunddal              | HedmarkLene Teksum Unni Kristiansen Annette Sikveland                                 | Aust-AgderTrude Harstad Karianne Væting Gunn Margit Andreassen                        | BuskerudHildegunn Fossen-Mikkelsplass Lene Solum Gunhild Flatin                     |
| 1997          | Snåsa Savalen           | HordalandLiv Grete Skjelbreid-Poirée Liv-Kjersti Eikeland Ann-Elen Skjelbreid         | Aust-AgderKarianne Væting Trude Harstad Gunn Margit Andreassen                        | BuskerudHildegunn Fossen-Mikkelsplass Ina Guro Sparby Mari Odda                     |
| 1998          | Dokka Dombås            | HordalandLiv-Kjersti Eikeland Gro Marit Istad-Kristiansen Liv Grete Skjelbreid-Poirée | Sogn og FjordaneArna Kolltveit Evelyn Lauvstad Eli Merete Melheim                     | Nord-TrøndelagAnn Helen Grande Sanna Solbakken Solveig Kulseth                      |
| 1999          | Tana                    | Nord-TrøndelagAnn Helen Grande Anne Ingstadbjørg Sanna Solbakken                      | Sogn og FjordaneArna Kolltveit Evelyn Lauvstad Eli Merete Melheim                     | OpplandBorghild Ouren Anne Kjustad Marion Christensen                               |
| 2000          | Meråker Ål              | HordalandJori Mørkve Ann-Elen Skjelbreid Liv Grete Skjelbreid-Poirée                  | OpplandBorghild Ouren Solveig Rogstad Tora Berger                                     | Nord-TrøndelagSolveig Kulseth Anne Ingstadbjørg Ann Helen Grande                    |
| 2001          | Ål                      | HordalandLiv-Kjersti Eikeland Gro Marit Istad-Kristiansen Ann-Elen Skjelbreid         | OpplandBorghild Ouren Solveig Rogstad Tora Berger                                     | Sogn og FjordaneArna Kolltveit Ann Kristin Flatland Evelyn Lauvstad Hanevold        |
| 2002          | Nordfjordeid            | HordalandLiv-Kjersti Eikeland Liv Grete Skjelbreid-Poirée Ann-Elen Skjelbreid         | OpplandBorghild Ouren Solveig Rogstad Tora Berger                                     | Sogn og FjordaneEvelyn Lauvstad Hanevold Arna Kolltveit Ann Kristin Flatland        |
| 2003          | Tromsø                  | AgderLinda Tjørhom-Grubben Anna Helene Væting Gunn Margit Andreassen                  | HordalandLiv-Kjersti Eikeland Gro Marit Istad-Kristiansen Ann-Elen Skjelbreid         | Nord-TrøndelagAnn Helen Grande Anne Ingstadbjørg Ingeborg Ålmo                      |
| 2004          | Steinkjer               | OpplandBorghild Ouren Solveig Rogstad Tora Berger                                     | HordalandBirgitte Røksund Liv-Kjersti Eikeland Gro Marit Istad-Kristiansen            | Oslo og AkershusKaja Eckhoff Julie Bonnevie-Svendsen Karen Kristoffersen            |
| 2005          | Bossmo Ytteren Skonseng | HordalandLiv-Kjersti Eikeland Jori Mørkve Gro Marit Istad-Kristiansen                 | OpplandBorghild Ouren Solveig Rogstad Tora Berger                                     | Nord-ØsterdalKari Henneseid Eie Berit Nordstad Åshild Sporstad                      |
| 2006          | Trondheim               | HordalandLiv Grete Skjelbreid-Poirée Jori Mørkve Liv-Kjersti Eikeland                 | OpplandBorghild Ouren Solveig Rogstad Tora Berger                                     | Oslo og AkershusKaja Eckhoff Fanny Welle-Strand Horn Marianne Aas Krogh             |
| 2007          | Folldal                 | Nord-TrøndelagElise Ringen Ada Ringen Anne Ingstadbjørg                               | HordalandJori Mørkve Anne Mørkve Liv-Kjersti Eikeland                                 | Oslo og AkershusKaren Kristoffersen Fanny Welle-Strand Horn Julie Bonnevie-Svendsen |
| 2008          | Stryn                   | Oslo og AkershusTiril Eckhoff Fanny Welle-Strand Horn Julie Bonnevie-Svendsen         | HordalandLiv-Kjersti Eikeland Birgitte Røksund Jori Mørkve                            | Nord-TrøndelagAda Ringen Elise Sandvik Elise Ringen                                 |
| 2009          | Lillehammer             | Oslo og AkershusKaia Wøien Nicolaisen Fanny Welle-Strand Horn Julie Bonnevie-Svendsen | Nord-ØsterdalBente Losgård Landheim Berit Aasen Tora Berger                           | HordalandBjørg Marit Valland Liv-Kjersti Eikeland Birgitte Røksund                  |
| 2010          | Simostranda             | HordalandBirgitte Røksund Anne Mørkve Jori Mørkve                                     | Nord-TrøndelagAda Ringen Ane Skrove Nossum Anne Ingstadbjørg                          | Oslo og AkershusKaia Wøien Nicolaisen Tiril Eckhoff Fanny Welle-Strand Horn         |
| 2011          | Bardufoss Målselv       | HordalandHilde Fenne Birgitte Røksund Jori Mørkve                                     | Nord-ØsterdalMarion Rønning Huber Bente Losgård Landheim Tora Berger                  | Oslo og AkershusTiril Eckhoff Heidi Maria Bøhler Fanny Welle-Strand Horn            |
| 2012          | Trondheim               | Nord-ØsterdalMarion Rønning Huber Bente Losgård Landheim Tora Berger                  | Oslo og AkershusThekla Brun-Lie Tiril Eckhoff Fanny Welle-Strand Horn                 | OpplandVilde Ravnsborg Gurigard Maren Wangensteen Hanne Tingelstad                  |
| 2013          | Dombås                  | Oslo og AkershusRikke Hald Andersen Fanny Welle-Strand Horn Tiril Eckhoff             | HordalandHilde Fenne Ann Kristin Flatland Jori Mørkve                                 | Nord-ØsterdalMarion Rønning Huber Bente Losgård Landheim Tora Berger                |
| 2014          | Voss                    | Nord-ØsterdalMarion Rønning Huber Bente Landheim Tora Berger                          | Oslo og AkershusKaia Nicolaisen Fanny Welle-Strand Horn Tiril Eckhoff                 | HordalandRagnhild Femsteinevik Ann Kristin Flatland Jori Mørkve                     |
| 2015          | Dombås                  | Oslo og AkershusRikke Andersen Sofie Rostad Kaia Wøien Nicolaisen                     | OpplandHanne Tingelstad Karoline Knotten Sigrid Bilstad Neraasen                      | Nord-TrøndelagAne Skrove Nossum Tonje Marie Skjelstadås Lotte Lie                   |
| 2016          | Sirdal                  | HordalandRagnhild Femsteinevik Hilde Fenne Jori Mørkve                                | Oslo og AkershusKaroline Næss Rikke Andersen Kristin Hjelstuen                        | Nord-ØsterdalEline Grue Turi Thoresen Bente Landheim                                |
| 2017          | Mo i Rana               | Oslo og AkershusRikke Andersen Thekla Brun-Lie Kristin Hjelstuen                      | Oslo og AkershusKaia Wøien Nicolaisen Fanny Horn Birkeland Ingrid Landmark Tandrevold | OpplandKaroline Knotten Maren Wangensteen Sigrid Bilstad Neraasen                   |
| 2018          | Lillehammer             | Nord-TrøndelagMarit Ishol Skogan Tonje Skjelstadås Lotte Lie                          | Oslo og AkershusThekla Brun-Lie Kaia Wøien Nicolaisen Kristin Hjelstuen               | OpplandSigrid Bilstad Neraasen Hilde Eide Karoline Knotten                          |
| 2019          | Ål                      | Oslo Og Akershus 1Thekla Brun-Lie Ingrid Landmark Tandrevold Tiril Eckhoff            | Sør-Trøndelag 1Kristin Våga Fløttum Marte Lien Johnsen Jenny Enodd                    | Nord-Østerdal 1Mari Sverdrup Eline Grue Kristina Skjevdal                           |
| 2020          | Vik                     | Aufgrund der COVID-19-Pandemie abgesagt.                                              | Aufgrund der COVID-19-Pandemie abgesagt.                                              | Aufgrund der COVID-19-Pandemie abgesagt.                                            |
| 2021          | Trondheim               | Aufgrund der COVID-19-Pandemie abgesagt.                                              | Aufgrund der COVID-19-Pandemie abgesagt.                                              | Aufgrund der COVID-19-Pandemie abgesagt.                                            |
| 2022          | Målselv Vik             | Buskerud 1Mari Wetterhus Åsne Skrede Frida Dokken                                     | Hordaland 1Malin Bergtun Andrine Øverland Hatling Une Christiane Tronerud Kvelvane    | Sogn og Fjordane 1Karoline Erdal Ann Kristin Aaland Maren Kirkeeide                 |
| 2023          | Alta                    | Buskerud 1Frida Dokken Ida Lien Tuva Aas Stræte                                       | Oslo og Akershus 1Anne De Besche Kristiane Rolstad Ingrid Landmark Tandrevold         | Hordaland 1Ragnhild Femsteinevik Malin Bergtun Une Christiane Tronerud Kvelvane     |
| 2024          | Geilo                   | Hordaland 1Guro Femsteinevik Julie Tronerud Kvelvane Ragnhild Femsteinevik            | Nord-Østerdal 1Maren Bakken Eline Grue Juni Arnekleiv                                 | Buskerud 2Tuva Aas Stræte Gro Torsteinsrud Mari Torsteinsrud                        |
| 2025          | Stiklestad              | Sogn Og Fjordane 1Ann Kristin Aaland Karoline Erdal Maren Hjelmeset Kirkeeide         | Oppland 1Synne Owren Eivor Melbybråten Marit Øygard                                   | Hordaland 1Malin Auganæs Bergtun Julie Tronerud Kvelvane Hanna Børve                |

### Mannschaft
| Meisterschaft | Meisterschaft           | Gold                                                                                       | Silber                                                                               | Bronze                                                               |
| ------------- | ----------------------- | ------------------------------------------------------------------------------------------ | ------------------------------------------------------------------------------------ | -------------------------------------------------------------------- |
| 1990          | Voss                    | HedmarkAnn-Elen Skjelbreid Elin Kristiansen Unni Kristiansen                               | RogalandTone Oftedal Annette Sikveland Åse Idland                                    | Aust-AgderTrude Harstad Gunn Margit Andreassen Gro Harstad           |
| 1991          | Steinkjer               | HedmarkLene Teksum Elin Kristiansen Ann-Elen Skjelbreid                                    | BuskerudSynnøve Thoresen Mona Bollerud Hildegunn Fossen-Mikkelsplass                 | HordalandLiv Grete Skjelbreid-Poirée Anne Elvebakk Helga Fossen      |
| 1992          | Skrautvål               | HedmarkLene Teksum Unni Kristiansen Ann-Elen Skjelbreid                                    | TromsAnne Grundnes Siri Grundnes Lise Danielsen                                      | BuskerudLillian Grønhovd Anne Hege Holm Mona Bollerud                |
| 1993          | Brumunddal Hattfjelldal | Sør-TrøndelagJorid Grut Anita Melting Anna Stuedal                                         | TromsLise Danielsen Signe Trosten Siri Grundnes                                      | BuskerudSynnøve Thoresen Mona Bollerud Hildegunn Fossen-Mikkelsplass |
| 1994          | Orkdal Trondheim        | HordalandLiv Grete Skjelbreid-Poirée Helga Øvsthus Fenne Ann-Elen Skjelbreid Anne Elvebakk | TromsAnne Grundnes Lise Danielsen Siri Grundnes Signe Trosten                        | Sør-Trøndelag INina Kroken Anna Stuedal Anita Melting Laila Hanssen  |
| 1995          | Fet                     | HedmarkElin Eikeland Unni Kristiansen Lene Teksum Elin Kristiansen                         | Sør-TrøndelagGuri Grendal Jorun Haltbakk Anita Melting Hege Enoksen                  | –                                                                    |
| 1996          | Brumunddal              | Aust-AgderKarianne Væting Gunn Margit Andreassen Trude Harstad                             | HordalandLiv Grete Skjelbreid-Poirée Ann-Elen Skjelbreid Gro Marit Istad-Kristiansen | HedmarkLene Teksum Unni Kristiansen Annette Sikveland                |
| 1997          | Snåsa Savalen           | Aust-AgderKarianne Væting Gunn Margit Andreassen Trude Harstad                             | Nord-TrøndelagSolveig Kulseth Ann Helen Grande Anne Ingstadbjørg                     | Sogn og FjordaneArna Kolltveit Eli Merete Melheim Evelyn Lauvstad    |
| 1998          | Dokka Dombås            | BuskerudBirgitte Pedersen Mari Odda Elin Bergan                                            | HordalandJori Mørkve Liv-Kjersti Eikeland Gro Marit Istad-Kristiansen                | Nord-TrøndelagSolveig Kulseth Anne Ingstadbjørg Sanna Solbakken      |

## Belege
1. ↑  Die Angaben auf der Webseite des norwegischen Verbandes und bei www.hanslysaker.net (Memento vom 1. Februar 2014 im Internet Archive) widersprechen sich hier. Möglicherweise war auch Odd Lunde anstelle Ola Lundes im Einsatz.
2. 1 2  Die Angaben auf der Webseite des norwegischen Verbandes und bei www.hanslysaker.net (Memento vom 19. August 2013 im Internet Archive) widersprechen sich bezüglich der Meisterschaft in der Staffel 1986 und 1987, dabei sind Anita Håkenstad und Inger Strand vertauscht. Der norwegische Biathlon-Verband gibt für 1986 Anita Håkenstad an.